# Distretto di Jēkabpils
Il distretto di Jēkabpils (in lettone Jēkabpils Rajons) è stato uno dei 26 distretti della Lettonia situato nella parte sud-orientale del paese e attraversato dal fiume Daugava.
A sud confinava con la Lituania per circa 44 km, a nord confina con il distretto di Madona, a ovest con quello di Aizkraukle e a est con quelli di Preiļi e Daugavpils.
In base alla nuova suddivisione amministrativa è stato abolito a partire dal 1º luglio 2009

## Comuni
Appartenevano al distretto 3 città:
- Jēkabpils
- Viesīte
- Aknīste

e 22 comuni.